# Drive (Alan Jackson)
Drive is het tiende studioalbum van de Amerikaanse countryartiest Alan Jackson. Het album werd uitgegeven in 2002 onder het label Arista Nashville. "Drive" bezorgde Jackson zijn hoogste debuut in de Hot Country Songs met de nummer 1-single Where Were You, een ballade geschreven over de aanslagen op 11 september 2001. "Drive", "Work in Progress" en "That'd Be Alright" werden ook uitgegeven als singles. Zij bereikten respectievelijk plaats 1, 3 en 2.

## Tracklist
1. "Drive (For Daddy Gene)" – 4:02
2. "A Little Bluer Than That" (Mark Irwin, Irene Kelley) – 2:54
3. "Bring On the Night" (Jackson, Charlie Craig, Keith Stegall) – 4:04
4. "Work in Progress" - 4:07
5. "The Sounds" – 3:23
6. "Designated Drinker" – 3:52
7. "Where Were You (When the World Stopped Turning)" – 5:06
8. "That'd Be Alright" (Tim Nichols, Mark D. Sanders, Tia Sillers) – 3:41
9. "Once in a Lifetime Love" – 3:25
10. "When Love Comes Around" – 3:07
11. "I Slipped and Fell in Love" (Harley Allen, John Wiggins) – 2:55
12. "First Love" - 3:14
13. "Where Were You (When the World Stopped Turning)" – 5:47